# Saropogon obscuripennis
Saropogon obscuripennis är en tvåvingeart som först beskrevs av Macquart 1849.  Saropogon obscuripennis ingår i släktet Saropogon och familjen rovflugor. Inga underarter finns listade i Catalogue of Life.